# Kathedrale von Cuenca (Spanien)

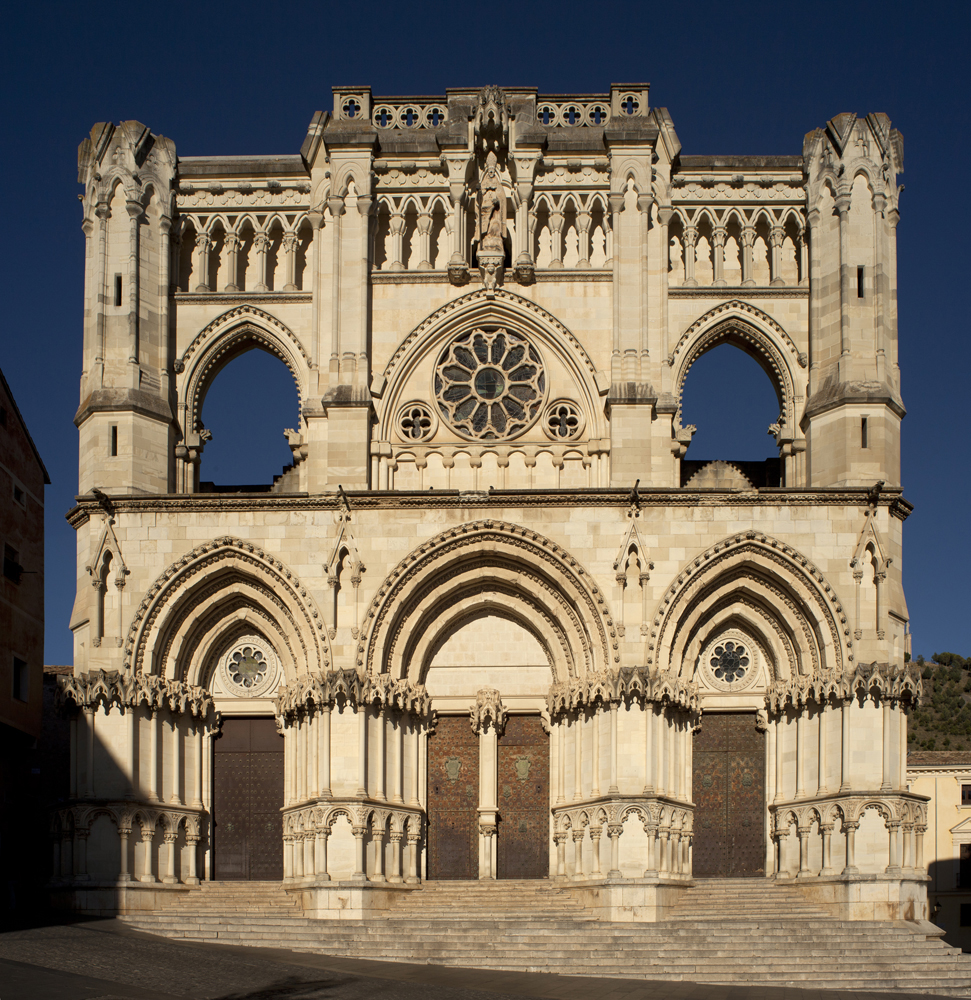
Kathedrale von Cuenca

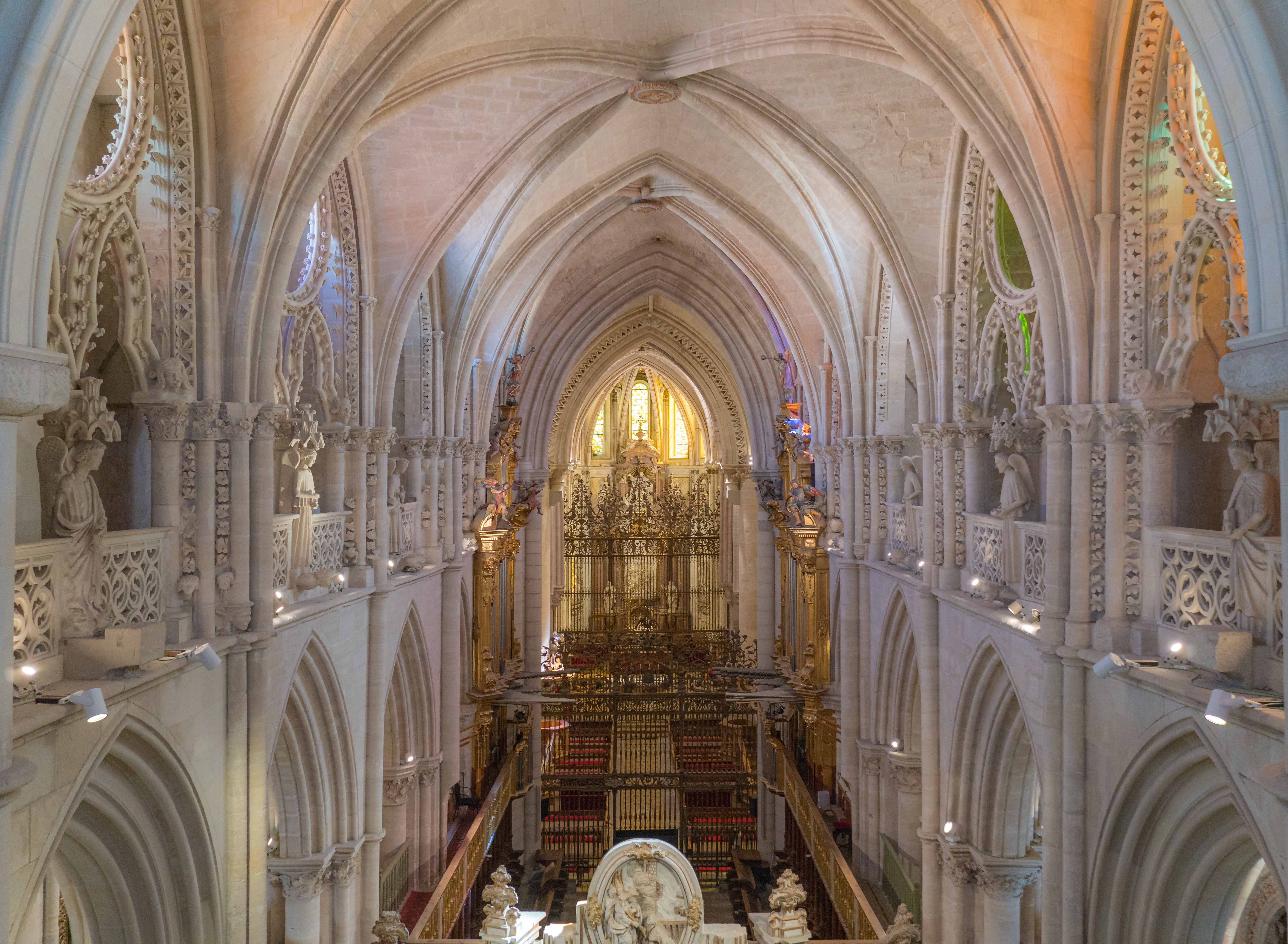
Mittelschiff und Retrochor

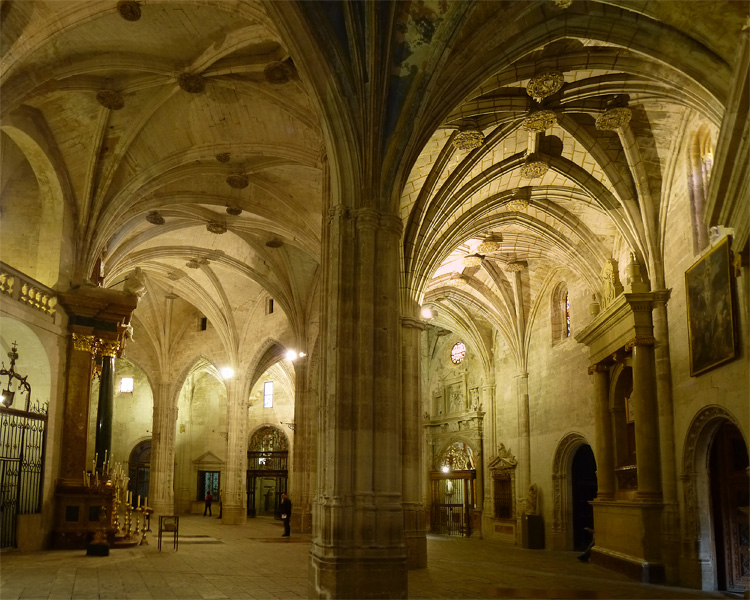
Doppelter Chorumgang

Die unter den Patrozinien der Jungfrau Maria und des hl. Julián stehende Kathedrale von Cuenca in der neukastilischen Stadt Cuenca ist der Sitz des römisch-katholischen Bistums Cuenca. Sie wurde im Jahr 1902 als Kulturgut (Bien de Interés Cultural) anerkannt.

## Geschichte
Nach der Rückeroberung (reconquista) der bedeutenden maurischen Stadt durch Alfons VIII. von Kastilien am 21. September 1177 wurde knapp sechs Jahre später ein Bistum gegründet. Der nicht von der romanischen, sondern von der frühgotischen Architektur Mitteleuropas inspirierte Bau entstand in den Jahren 1196 bis 1257, doch wurden in den folgenden Jahrhunderten immer wieder Veränderungen vorgenommen – so wurde im 15. Jahrhundert der gesamte Chorbereich erneuert; das Dekor der heutigen Apsis und die anschließende Sakramentskapelle (Capilla del Sagrario) entstanden erst im 17./18. Jahrhundert.
Im Jahr 1902 stürzte nach einem Blitzeinschlag der Glockenturm ein und beschädigte die Fassade, deren nicht originalgetreuer Wiederaufbau im neugotischen Stil acht Jahre später begann. Das heutige Aussehen zeigt, dass der Aufbau unvollendet geblieben ist.

## Architektur
Der untere Bereich der dreiportaligen Fassade entspricht deutlich den mitteleuropäischen Vorbildern; der obere Bereich ist jedoch eher als spanische Lösung zu bezeichnen. Der ehemals vielleicht vorhandene Figurenschmuck in den Tympana wurde im 19./20. Jahrhundert gegen Rosettenfenster ausgetauscht; auch die Portalgewände und die Archivolten sind schmucklos.
Das Innere der ca. 120 m langen Kirche ist dreischiffig und basilikal aufgebaut. An das Langhaus wurden Seitenkapellen angefügt, aus denen sich im Bereich des Chors ein äußerer Chorumgang entwickelt, an den erneut Kapellen angebaut wurden. Insbesondere das Obergeschoss des Mittelschiffs wurde zu Beginn des 20. Jahrhunderts außergewöhnlich reich gestaltet – so stehen in jedem Segment des Laufgangs baldachinbekrönte Engelsfiguren.
Auffällig ist der im 16. Jahrhundert in das Langhaus eingebaute Retrochor (coro), an dessen Westseite (trascoro) sich ebenfalls ein Altar befindet. Auch die mit zahlreichen Schubladenkommoden ausgestattete und insgesamt überaus reich ausgestattete Sakristei ist sehenswert.

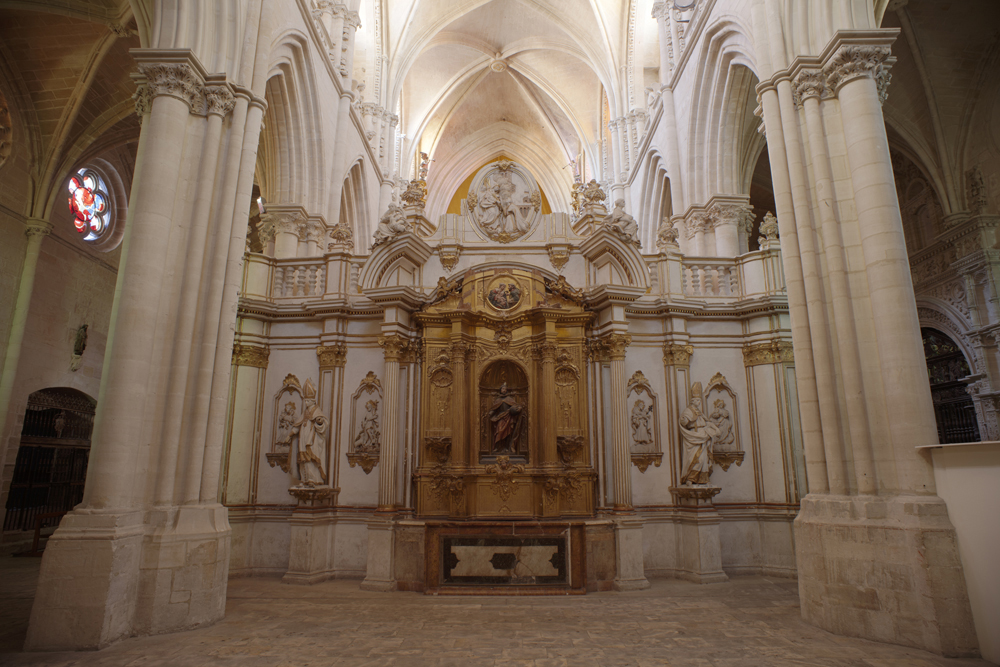
Retrochor
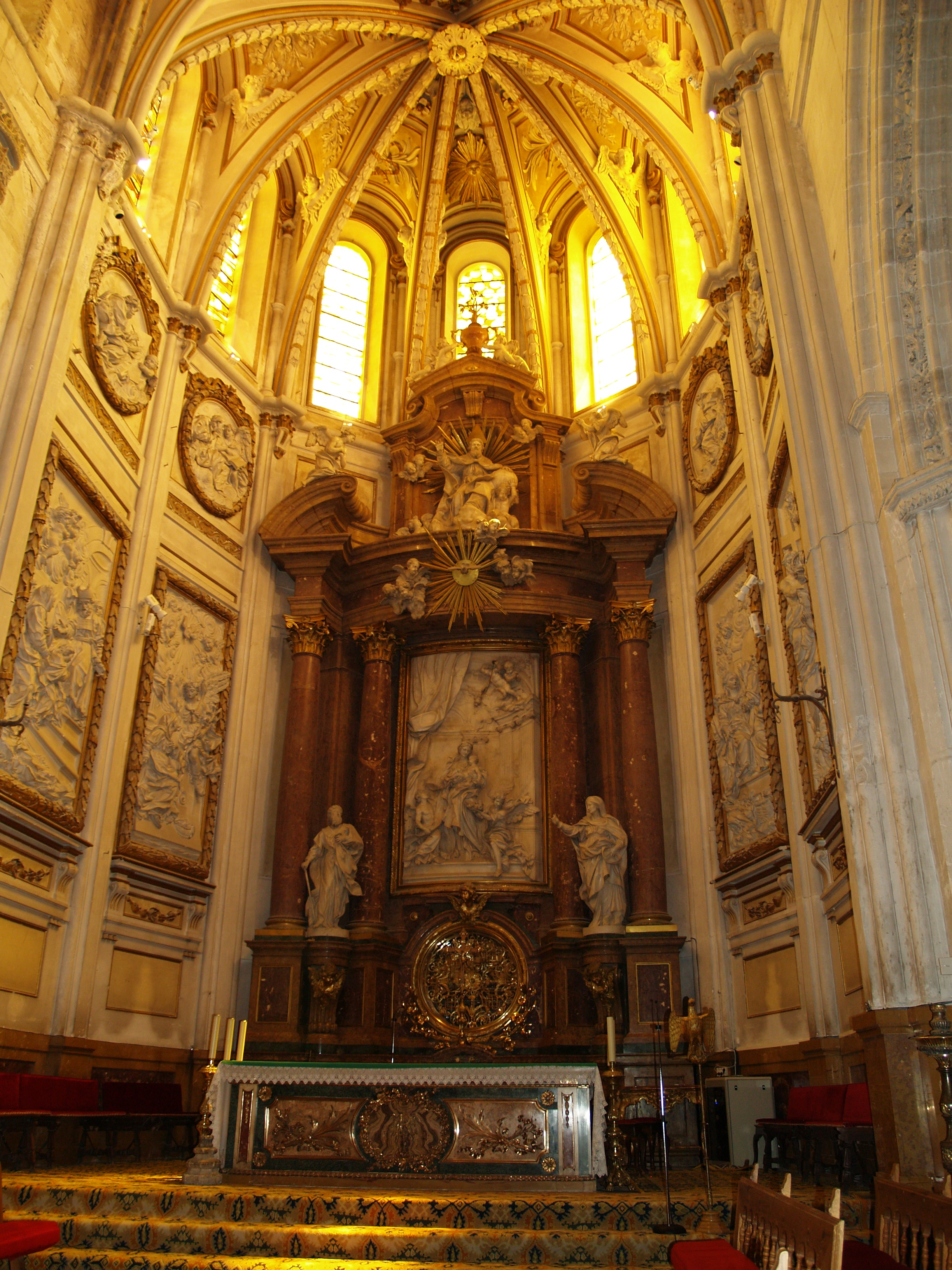
Apsis mit Hauptaltar
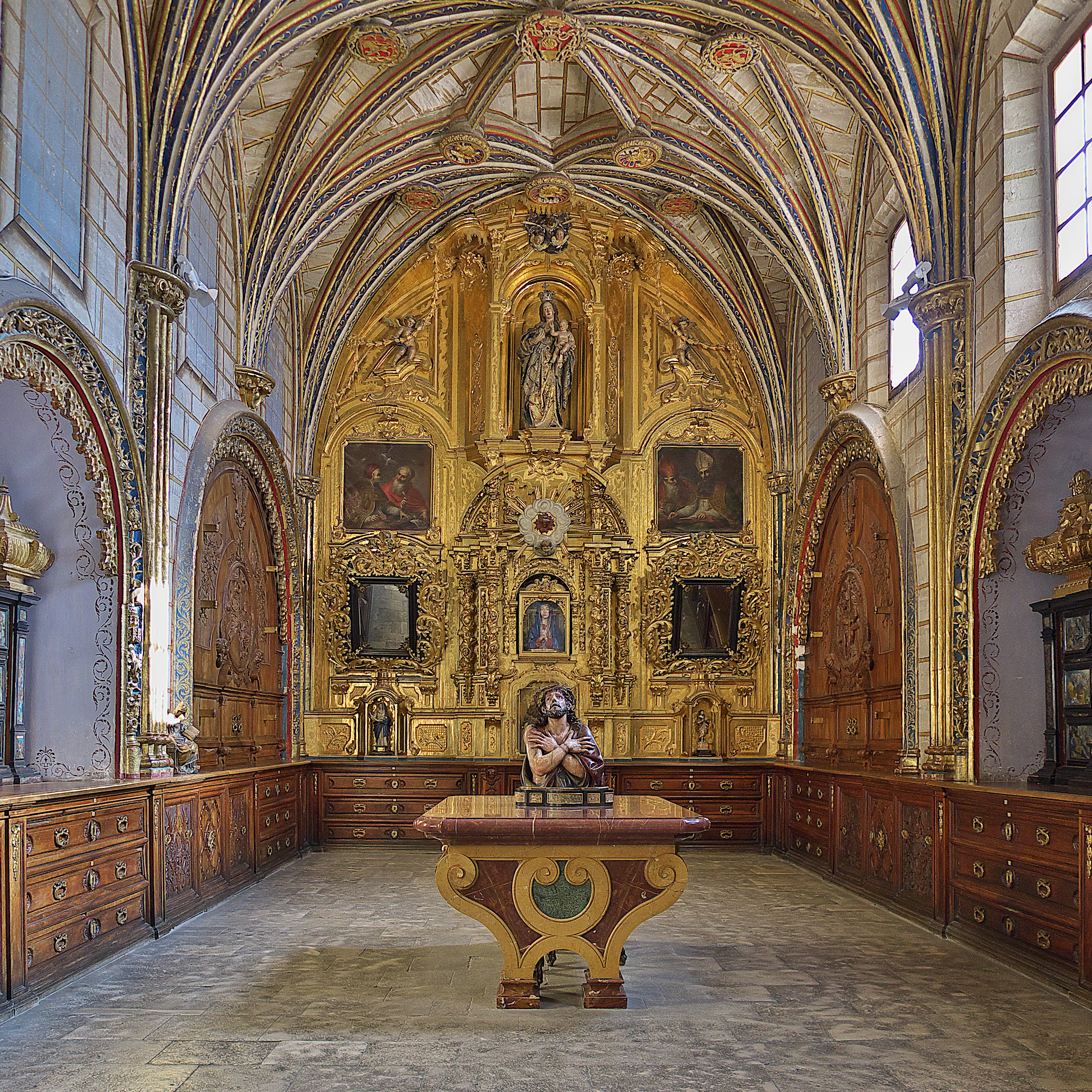
Sakristei
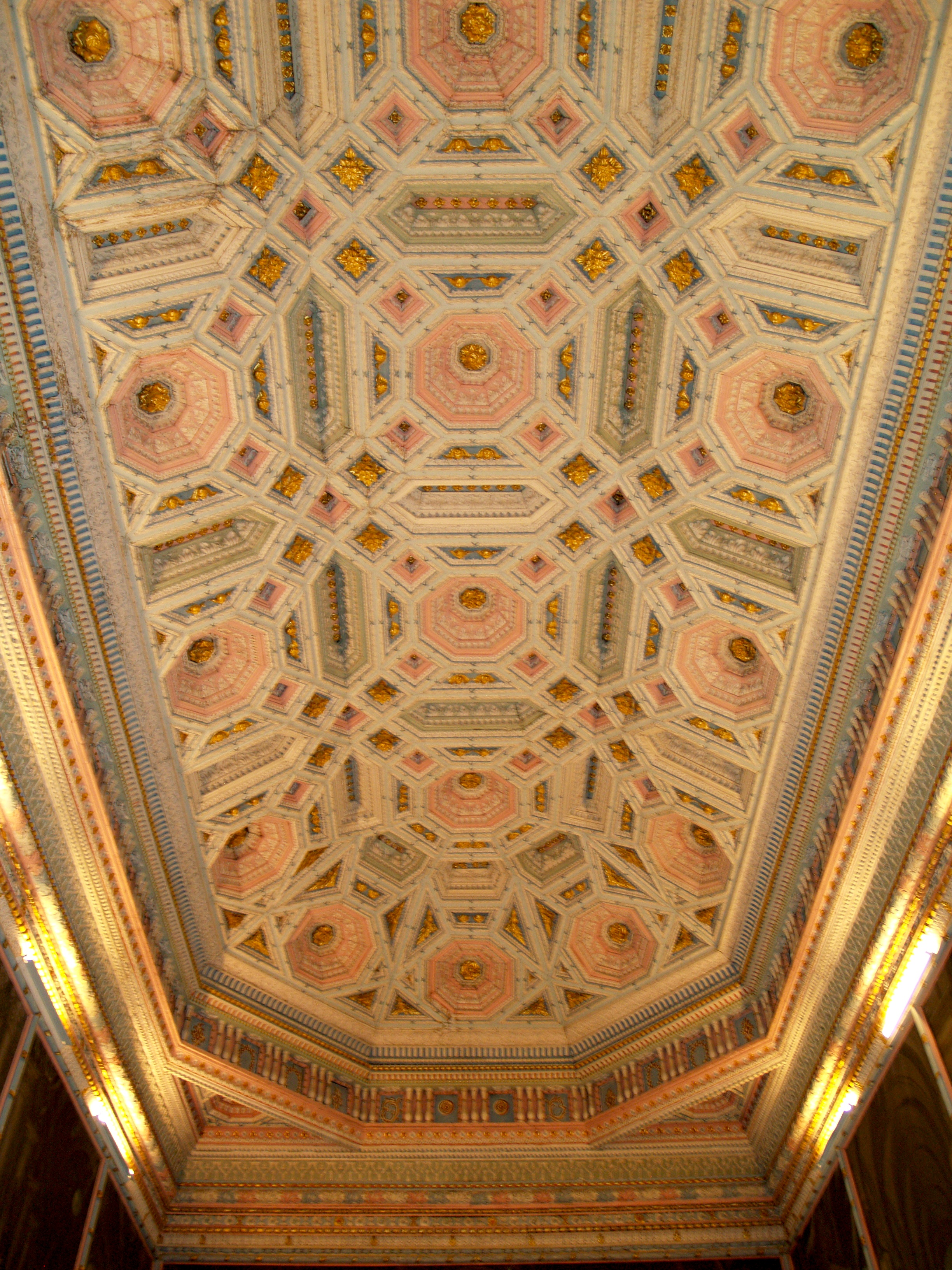
Decke des Kapitelsaals

## Kreuzgang
Der auf der Nordseite der Kathedrale befindliche Kreuzgang (claustro) ist eher unscheinbar; doch verfügt der angrenzende Kapitelsaal über eine schöne Artesonado-Holzdecke.

## Ausstattung
Ein reich gestaltetes schmiedeeisernes Gitter (reja) aus den Jahren 1511 bis 1517 schließt den Retrochor nach Osten ab. In den Seitenkapellen befinden sich zahlreiche Altäre und Grabmäler.